# Ronald Paul Tomsic
Ronald Paul Tomsic (Oakland, SAD, 3. travnja 1933.) je bivši američki košarkaš. Igrao je na mjestu razigravača. Hrvatskog je podrijetla. Bio je visine 180 cm.
Na Olimpijskim igrama 1956. je osvojio zlatno odličje. Bio je među najvećim strijelcima američkog sastava. Igrao je s legendama kao što su centar Bill Russell (113 koševa) i K. C. Jones (87 koševa na turniru). Ispred njega su po broju koševa bili samo Bill Russell i suigrač branič Bob Jeangerard (100 koševa).
Kao junior je igrao za momčad sveučilišta Stanford, Stanford Cardinal. Bio je klupskim rekorderom po broju postignutih koševa kad je napustio sveučilište. Postigao je 1416 koševa, a držao je i rekord po broju koševa na jednoj utakmici. To je bilo protiv USC-a 1955., kad je još po ondašnjim pravilima postigao 40 koševa. Ime mu je i dan-danas na vrhu popisa raznih rekordâ stanfordske sveučilišne momčadi po postignutim koševima.
Na draftu 1955. su ga izabrali Syracuse Nationalsi, no nikad nije otišao u NBA. Otišao je u ligu Amateur Athletic Union gdje je igrao za San Francisco Olympic Club, US Armed Forces All-Stars i potom se opet vratio u San Francisco Olympic Club, gdje je 1957. postao prvakom.
1956. ga se je izabralo za sastav koji će predstavljati SAD na Olimpijskim igrama. Odigrao je ukupno 8 susreta i postigao je 89 koševa u američkoj pobjedi na turniru.
Triput je bio članom izabranog najboljeg sveameričkog sastava lige AAU: 1955., 1957. i 1959. godine.

## Vanjske poveznice
- Sports-reference.com  Arhivirana inačica izvorne stranice od 2. ožujka 2012. (Wayback Machine)
- databaseOlympics.com Odličja